# Adéla zelená
Adéla zelená (Adela reaumurella) je drobný denní motýl, v Česku je běžným druhem listnatých lesů.
Dospělci mají nápadná bělavá tykadla, která jsou u samců delší než u samic. Křídla jsou u obou pohlaví bronzová nebo kovově zelená. Rozpětí křídel je 14–18 mm. Dospělí motýli létají od dubna do června, kdy vytvářejí svatební roje kolem koncových větví stromů. Housenky žijí na zemi ve spadaném listí, kde si vytvářejí komůrky z úkrojků listů, ve kterých žijí. Živí se opadanými listy dubu, buku a lísky.

## Galerie

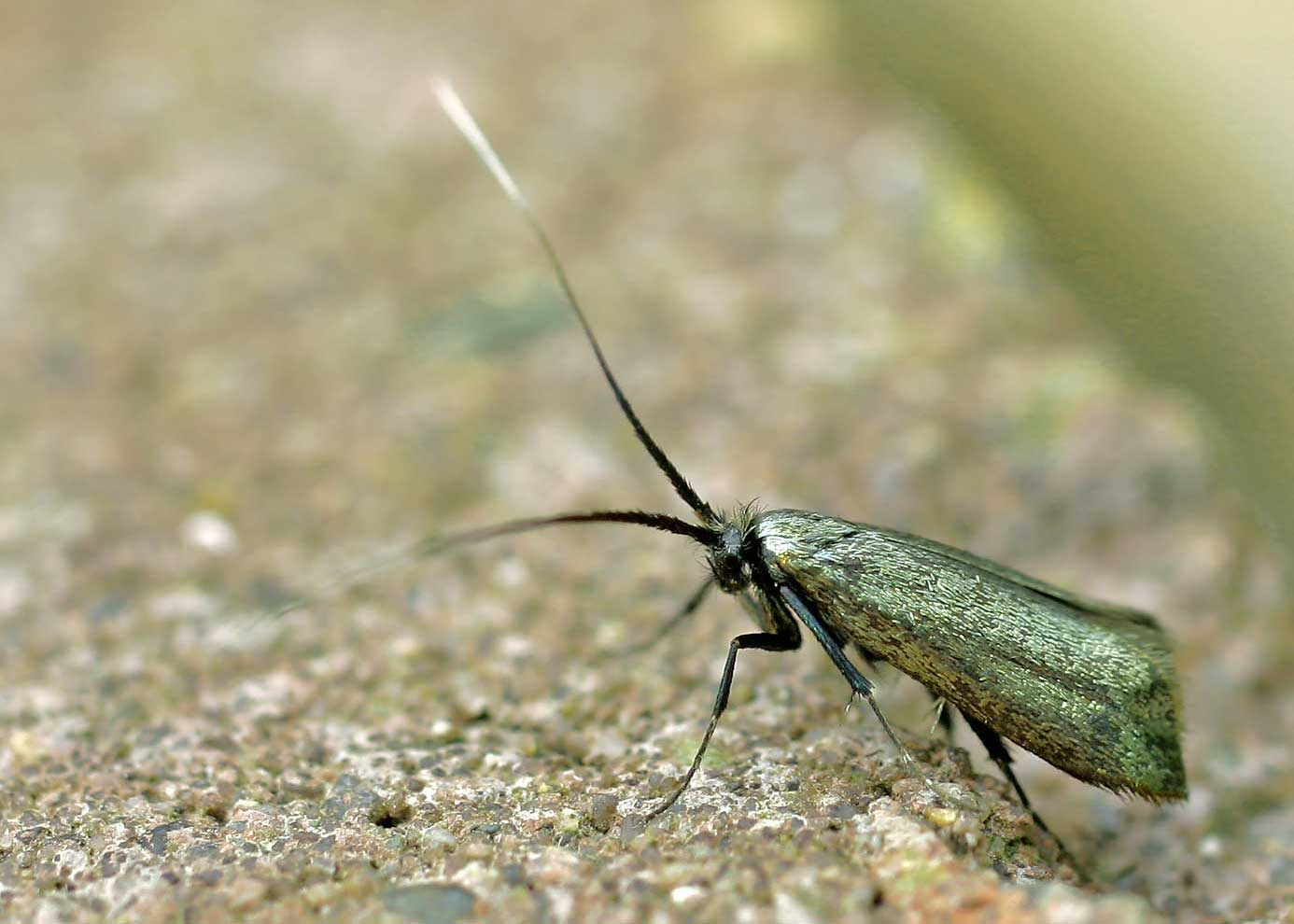
Adéla zelená
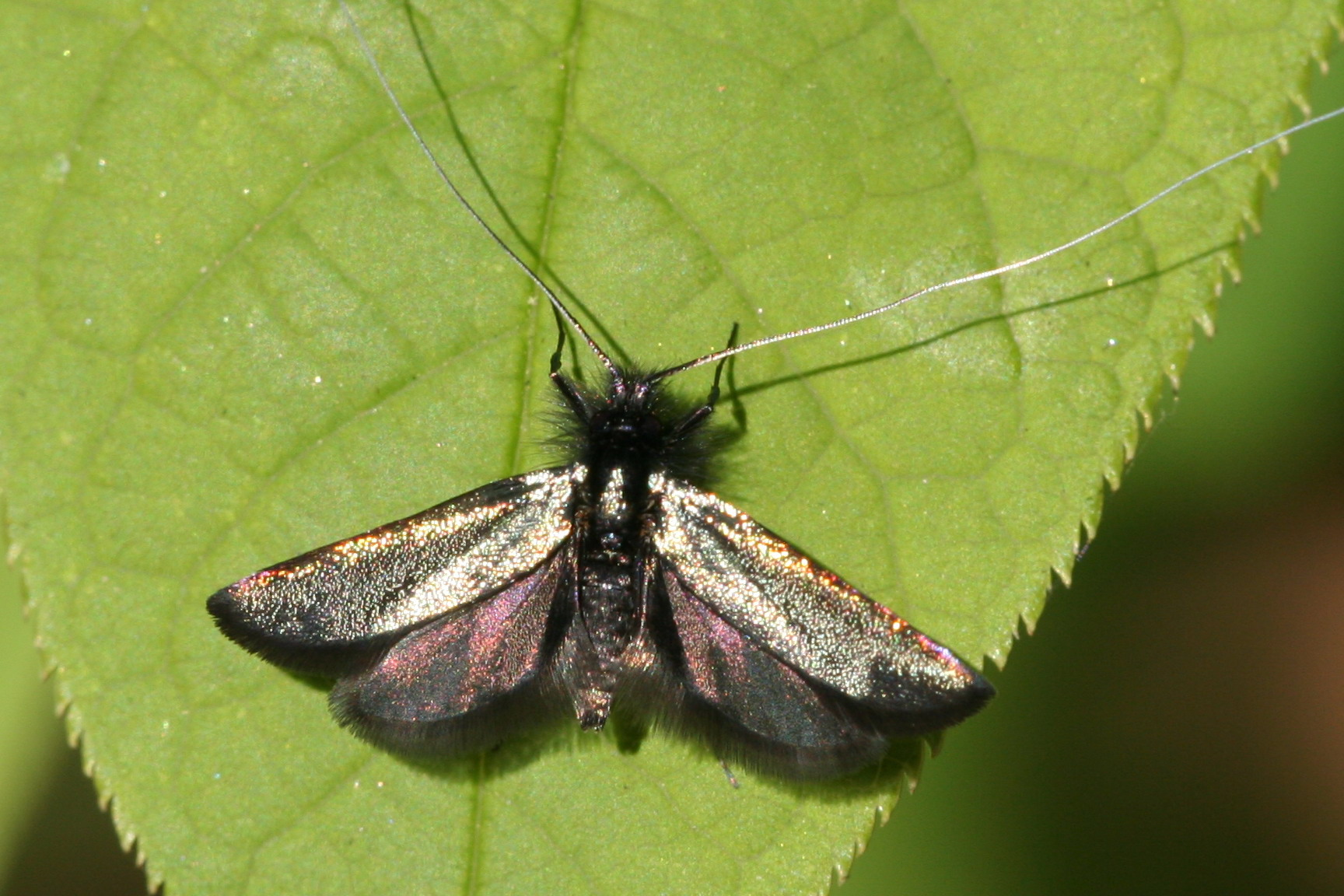
Adéla zelená s roztaženými křídly
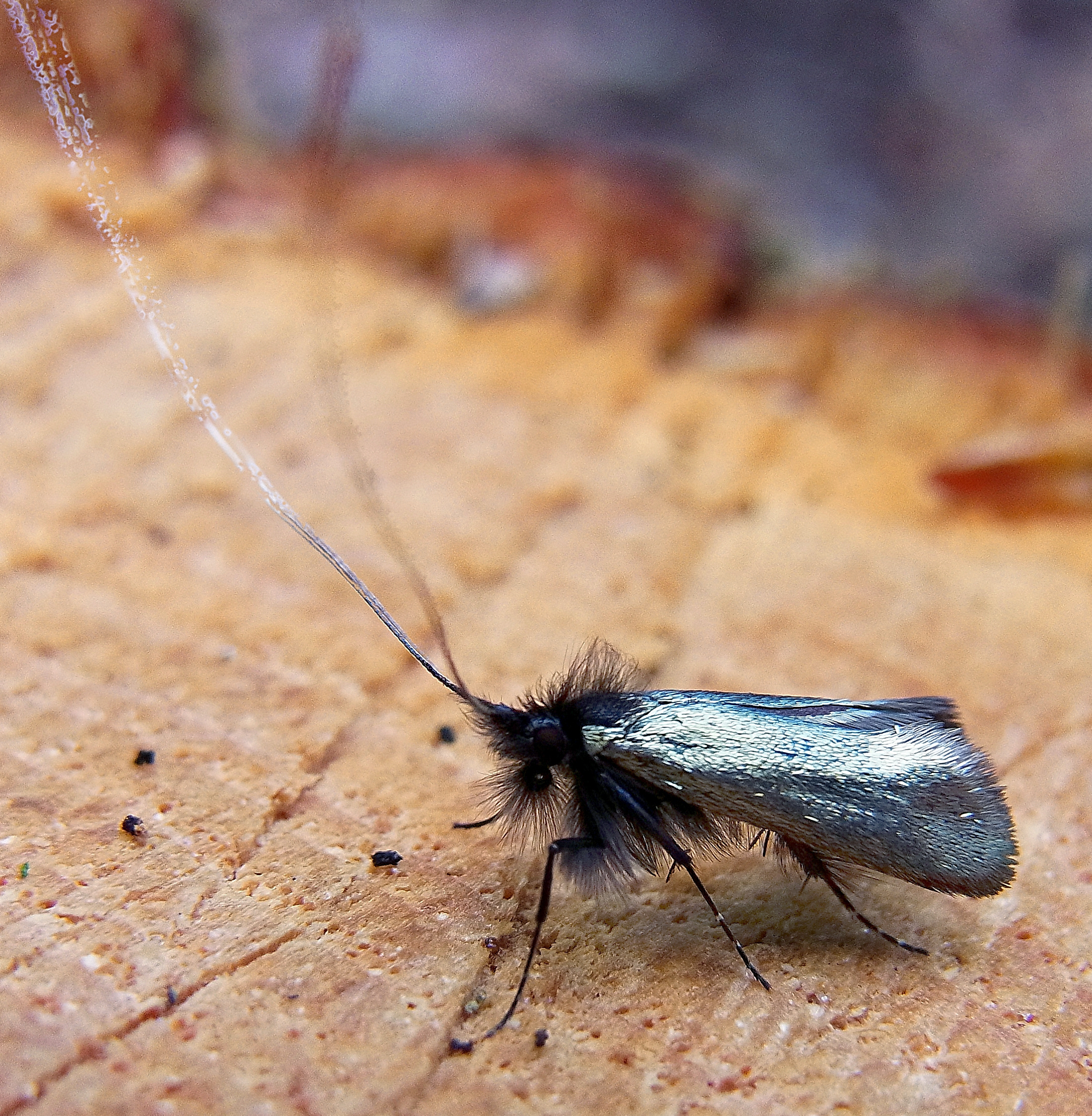
Adéla zelená z boku
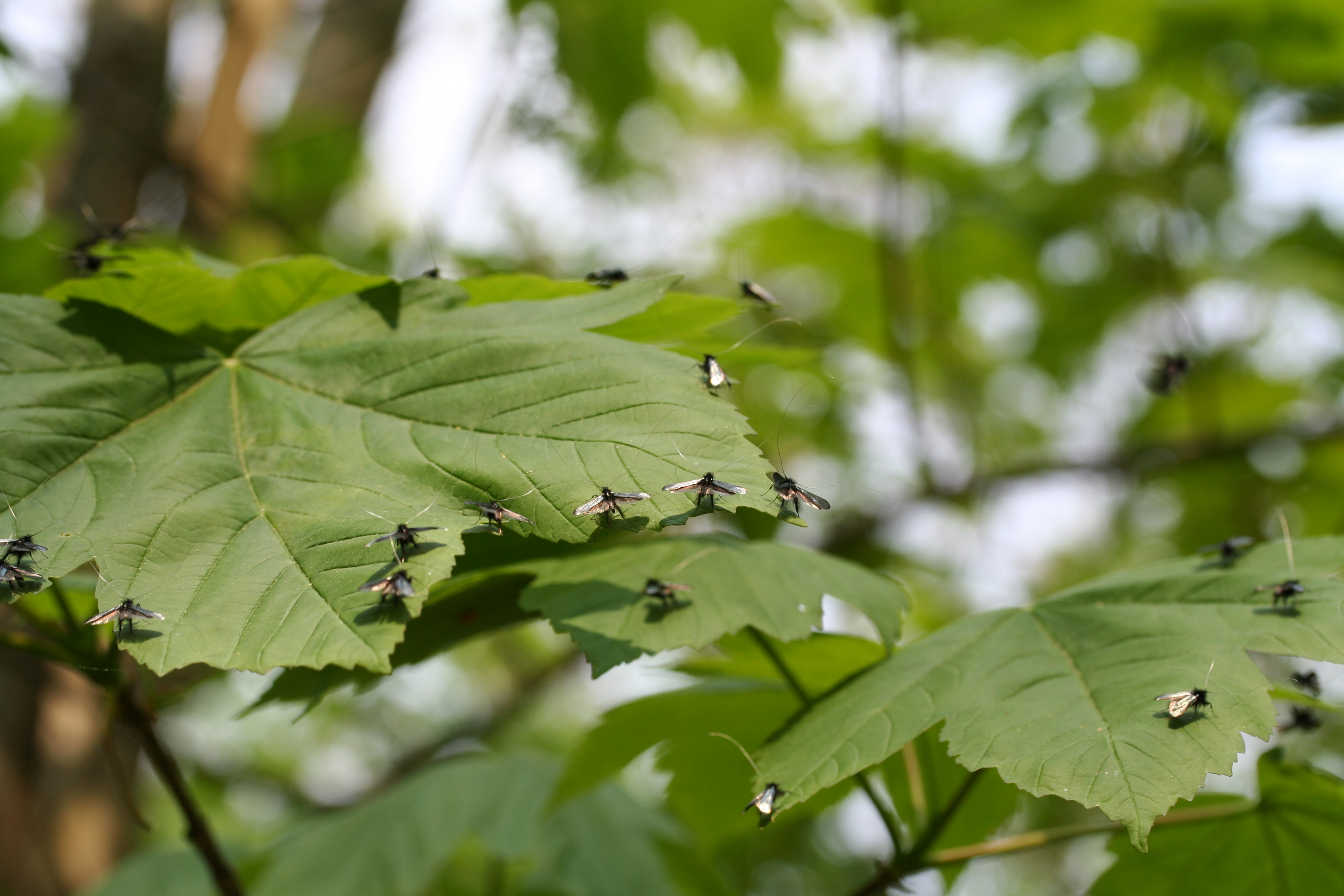
Rojící se adély
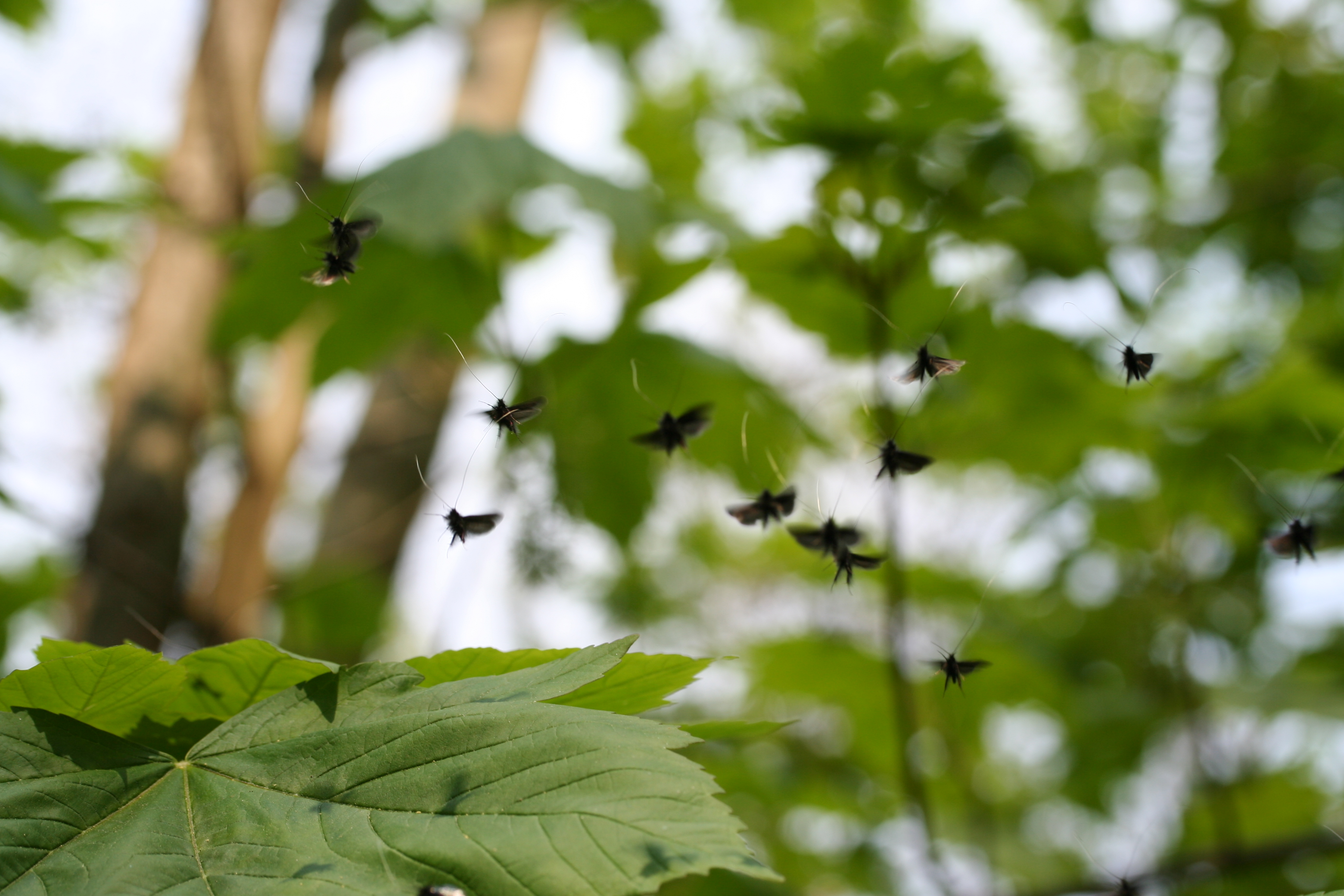
Roj adél zelených